# Acetato di n-amile
L'acetato di n-amile è l'estere dell'acido acetico e dell'1-pentanolo.
A temperatura ambiente si presenta come un liquido incolore dall'odore di banana. È un composto infiammabile.